# ユリウス・フォン・パイアー
ユリウス・フォン・パイアー（Julius Johannes Ludovicus Payer）は、オーストリア＝ハンガリー帝国陸軍の将校、登山家、北極探検家、地図製作者、画家、テレジア陸軍士官学校教授。

## 経歴・人物
1869年から70年にかけてドイツ北極探検に参加し、北東グリーンランドを探検する。のち1872年から74年にかけてオーストリア=ハンガリー帝国北極遠征を率い、ゼムリャフランツァヨシファを発見した。